# 240 aC
El 240 aC va ser un any del calendari romà prejulià. Durant la República i l'Imperi Romà, era conegut com a any del consolat de Centó i Tudità (o també any 514 ab urbe condita). L'ús del nom «240 aC» per referir-se a aquest any es remunta a l'alta edat mitjana, quan el sistema Anno Domini va ser el mètode de numeració dels anys més comú a Europa.

## Esdeveniments

### Imperi Cartaginès
- Hannó II el Gran rep el comandament de l'exèrcit de Cartago per fer front als mercenaris rebels en l'anomenada Guerra dels Mercenaris. Derrota els rebels sota els murs d'Útica, però els mercenaris, dirigits per Espendi, Mató i Autàrit sorprenen el seu campament.[2]
- Hamílcar Barca, davant de les dificultats d'Hannó el Gran per vèncer els mercenaris, és requerit pel senat cartaginès per actuar a la Guerra dels Mercenaris. Estaven associats, però el comandament el seguia tenint Hannó.[3]

### Antiga Roma
- Aquest any són elegits cònsols Gai Claudi Centó i Marc Semproni Tudità.[4]

### Antiga Xina
- Astrònoms xinesos detecten el Cometa de Halley.[5]

## Necrològiques
- Cal·límac de Cirene, poeta, erudit i bibliotecari de la Biblioteca d'Alexandria i un dels autors més destacats de la literatura grega antiga del període hel·lenístic.[6]
- Arcesilau de Pítana, filòsof grec deixeble de Teofrast.[7]